# Analitzador de masses quadripolar

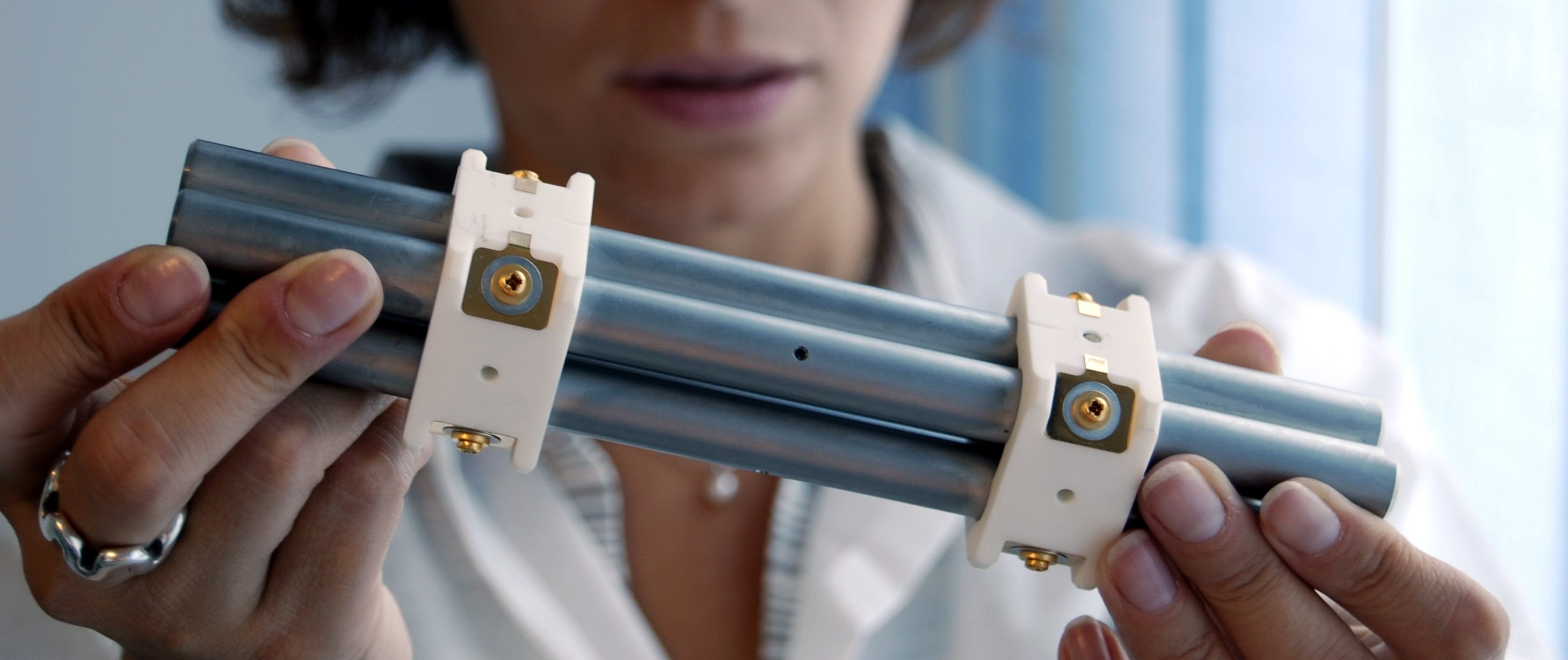
Quadrupole Elements

L'analitzador de masses quadripolar (en anglès quadrupole mass analyser o QMS) és un analitzador de massa utilitzat en espectrometria de massa, també conegut com a espectròmetre de massa de transmissió quadripolar, filtre de massa quadripolar, o quadrupol. Tal com indica el nom, l'analitzador de masses quadripolar consisteix en quatre varetes cilíndriques, disposades en paral·lel a entre elles. En un espectròmetre de massa el quadrupol és el component de l'instrument responsable per filtrar ions de la mostra, en funció de la seva proporció massa-càrrega (m/z). Els ions són separats en el quadrupol segons l'estabilitat de les trajectòries dels ions en els camps elèctrics oscil·lants que són aplicats a les varetes.

## Funcionament

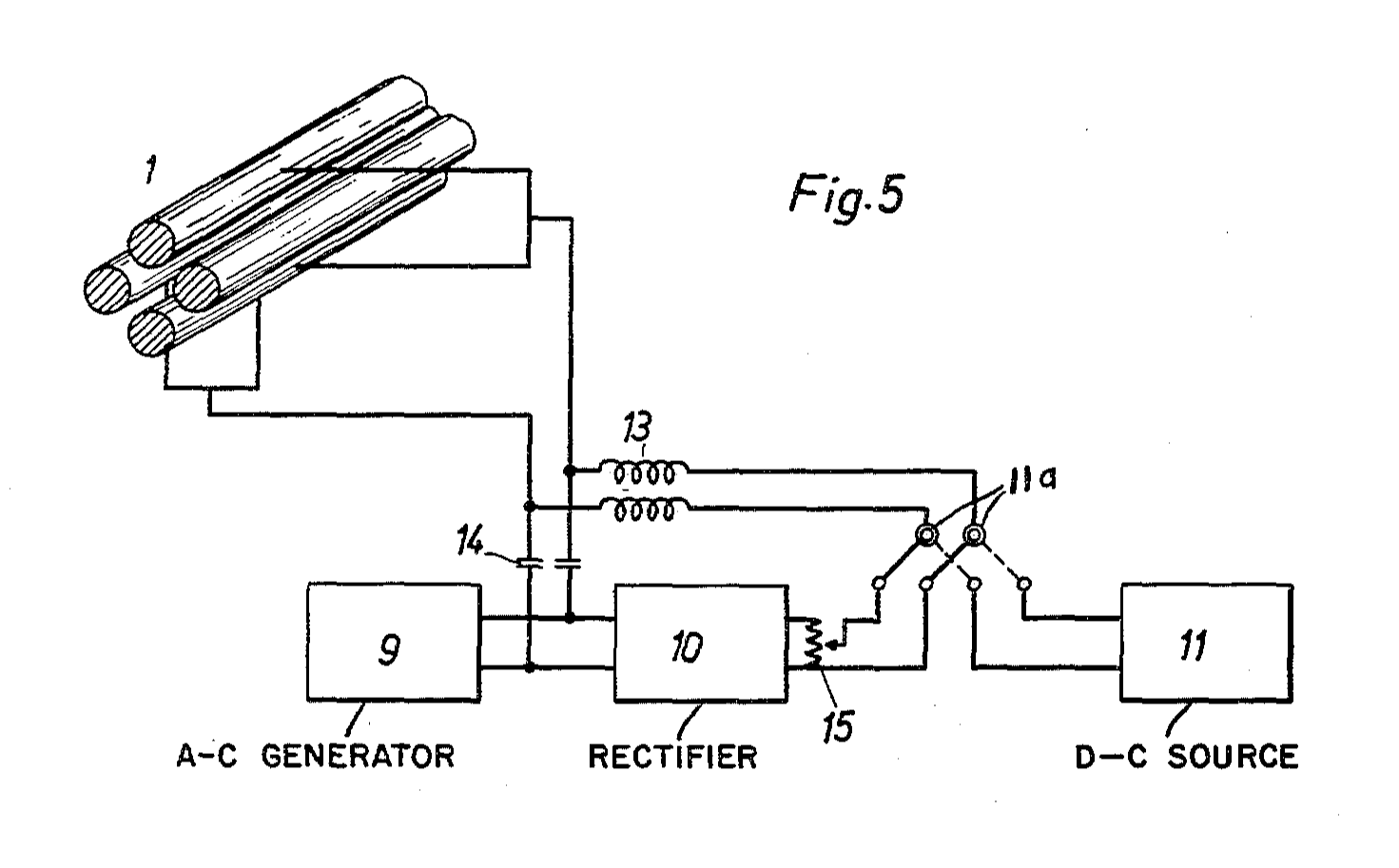
Imatge de "Apparatus Per Separar Partícules Carregades de Diferents Càrregues Específiques" Patent número: 2939952

El quadrupol consta de quatre barres de metall paral·leles. Cada parell de barres oposades es connecten entre si elèctricament, i existeix una diferència de voltatge per radiofreqüència entre els dos parells de varetes. Els ions són transportats pel quadrupol entre les barres i per a un determinat voltatge, només els ions d'una determinada relació de massa/càrrega arriben al detector. Els altres ions amb relacions massa/càrrega diferents tenen trajectòries inestables i xoquen amb les varetes. Això permet la selecció d'un ió amb una relació massa/càrrega concreta o l'exploració d'una gamma de valors massa/càrrega variant contínuament la tensió aplicada. El funcionament de l'analitzador de masses quadripolar es pot modelar matemàticament amb l'ajuda de l'equació diferencial de Mathieu.

Camí d'ió a través d'un quadrupole

## Aplicacions
Els analitzadors de masses quadripolars són especialment adequats en aquelles aplicacions en les quals s'estudien ions particulars d'interès, ja que aquests analitzadors poden sintonitzar un ió amb una relació massa/càrrega concreta durant períodes prolongats de temps.